# 金清典広
金清 典広（かねきよ のりひろ、1957年2月26日 - ）は、日本のランドスケープアーキテクトで高野ランドスケーププランニング株式会社代表取締役。ランドスケープコンサルタンツ協会会長も務める。

## 来歴
1981年、千葉大学園芸学部造園学科を卒業し、高野ランドスケープに入社後、マレーシア現地企業のJV代表取締役（TEAM THREE TAKANO LANDSCAPE SDN. BHD出向、1984年）などを務める。フランスのアルベール・カーン美術館の日本庭園再整備では、現地常駐の主任技術者として計画・設計・施工・管理を担い、1991年にセーヌ県知事より功労賞金メダルを授与される。
1986年、高野ランドスケーププランニングに復職し、1988年に同社取締役に就任した。2006年に高野ランドスケーププランニング代表取締役となる。
社外では2014年よりランドスケープコンサルタンツ協会（CLA)の理事に就任し、国際委員長として活動した。2018年から会長に就任した。

## 賞歴
- 都市公園等コンクール設計部門建設大臣賞（1993年、国営昭和記念公園子供の森）※高野ランドスケーププランニング名義
- 第1回石川県景観大賞（1994年、真脇遺跡公園）
- グッドトイレ10（1997年、北海道幕別町明野ヶ丘公園休養施設）
- 都市公園等コンクール設計部門建設大臣賞（1999年、静岡こどもの国）[2]
- 第19回都市公園等コンクール設計部門国土交通大臣賞（2003年、北海道立十勝エコロジーパーク一期開園区域）※高野ランドスケーププランニング名義
- 日本造園学会賞（2009年、高橋建設（北海道）社屋造園）[2]
- 第25回日本公園緑地協会佐藤国際交流賞（2017年）
- 第44回日本公園緑地協会北村賞（2022年）[4]